# فرانك هايز
فرانك هايز (بالإنجليزية:Frank Hayes) (مواليد 17 مايو 1871 - وفيات 28 ديسمبر 1923).ممثل سينمائي أمريكي في عصر السينما الصامتة . ظهر في 73 فيلما بين عامي 1913 و 1924.

## روابط خارجية
- فرانك هايز على موقع IMDb (الإنجليزية)
- فرانك هايز على موقع ألو سيني (الفرنسية)
- فرانك هايز على موقع أول موفي (الإنجليزية)
- فرانك هايز على موقع قاعدة بيانات برودواي على الإنترنت (الإنجليزية)
- فرانك هايز على موقع قاعدة بيانات الأفلام السويدية (السويدية)
- فرانك هايز على موقع قاعدة بيانات الفيلم (الإنجليزية)
- فرانك هايز على موقع كينوبويسك (الروسية)
- قالب:Ibdb name